# Ayaki Nao
Ayaki Nao (彩輝 なお Thái Huy Trực) là cựu Top star của Takarazuka Revue và là một diễn viên Nhật Bản.

## Tiểu sử
Cô thi vào trường âm nhạc 
Takarazuka  năm 1988. Năm 1990, Saeko tốt nghiệp khóa 76. Cô lấy nghệ danh là Ayaki Nao (được viết là 　彩輝 直, về sau mới được ĐỔI CÁCH VIẾT thành 彩輝 なお). Biệt danh của cô được lấy từ tên thật là Saeko hoặc Saechan. Với chiều cao 1m70, cô trở thành một otokoyaku (diễn viên đóng vai nam). Cô bắt đầu sự nghiệp Takarazuka từ năm 1990, trở thành Top star năm 2004 và retired năm 2005, hiện tại cô vẫn tiếp tục diễn xuất trong các vở kịch thông thường và một số phim.

## Sự nghiệp

### GIAI ĐOẠN TAKARAZUKA
Năm 1990, Ayaki Nao cùng các bạn học của mình được debut trong vở nhạc kịch "The Rose of Versailles: Fersen anh Marie Antoinnette" của Hanagumi (FLOWER TROUPE). Sau đó cô được phân công vào MOON TROUPE (Tsukigumi). Tại đây cô diễn xuất khá thành công và đạt được vai quan trọng trong buổi diễn Shinjinkouen (buổi diễn đặc biệt dành cho những diễn viên trẻ triển vọng được tổ chức tại Grand theatre sau những buổi diễn chính) ngay khi mới 20 tuổi, vai Andre trong vở "The Rose of Versailles: Oscar and Andre"
Năm 1992 cô được chọn vào vai Helen cùng với Shiokaze Kou trong vở "Puck / Memories of You". Tiếp theo đó, cô nhận được nhiều vai quan trọng khác và trở thành một ngôi sao trẻ triển vọng của Takarazuka. Tuy nhiên dù diễn xuất rất tốt nhưng vẻ mặt xinh đẹp (khi hóa trang sẽ gây trở ngại vì thiếu nam tính) và giọng hát chưa nổi trội khiến cô chưa nhận được vai chính nào trong Shinjinkouen cũng như những vai nổi bật trong các vở kịch.
Thời kì tham gia vào Tsukigumi (Moon Troupe), cô đã tham gia các vở sau:
- 1996: The Visitor (Bow Hall), Tomikichi / Christian
- 1995: Me and My Girl
- 1995: Somewhere in Time, Charles
- 1995: Hard-Boiled Egg / Exotica!
- 1994-95: Le Mistral
- 1994: Kasenshou / The Door to Here / Million Dreams (London Tour)
- 1994: The Afterglow of Eire / Takarazuka Ole!
- 1993-94: The 10 Cent Silver Coin of Dreams (Bow Hall), Jack
- 1993: Kasenshou / The Door to Here / Million Dreams
- 1993: Grand Hotel, Doorman
- 1993: Manhattan Story
- 1992: Puck / Memories of You, Helen (alternate)
- 1992: Takaterasu Hi no Miko (Bow), Imperial Prince Toyohito / Take Masanori
- 1992: Cafe Carnival / Dreamy Fragrance
- 1991: Silver Wolf / Break the Border!
- 1991: As If There's a Storm in Your Eyes (Bow Hall), Ryou
- 1991: The Rose of Versailles: Oscar
- 1990: The Kawagiri Bridge / Love Potion
- 1990: Dusk-Colored Half Moon / Paradise Tropicana
- 1990: The Rose of Versailles: Fersen (Grand Theater)

Shinjinkouen: 
- 1995: Me and My Girl, Sir John
- 1995: Hard-Boiled Egg / Exotica!, Nelson
- 1994: Gone with the Wind, Charlie
- 1993: Million Dreams, Singing Gentleman, Dancing Gentleman A, Pygmalion (child), Singer
- 1993: Grand Hotel, Raffaela Ontonio
- 1992: Puck / Memories of You, Helen
- 1992: Cafe Carnival
- 1991: The Rose of Versailles: Oscar, Andre
- 1990: The Kawagiri Bridge
- 1990: Dusk-Colored Half Moon
- 1990: The Rose of Versailles: Fersen (Grand Theater)

Năm 1996, Ayaki Nao chuyển sang đoàn kịch Hoshigumi (Star troupe), tại đây cô đã có nhiều cố gắng và nhận được hai vai chính ở Shinjinkouen trong 2 vở "Who is Bad? / Passion Blue" và "Elisabeth". Điều đặc biệt là Âyki Nao là một trong số ít các Top Star (cùng với Amami Yuuki trong Me and my girl) diễn cùng 1 vai chính trong 1 buổi diễn shinjinkouen và trong 1 buổi ở Grandtheatre khi đã là Top star, vai Der Tod trong "Elisabeth". Cô cũng có được 3 vai chính trong các buổi diễn tại Bow Hall, đánh dấu cột mốc trở thành một ngôi sao nổi tiếng. Khoảng thời gian 1999, cô đã vươn lên vị trí thứ 2 chỉ sau Top star Minoru Kou. Các vở diễn và vai diễn mà cô đã tham gia trong giai đoạn Hoshigumi từ 1996 đến năm 2000:
- 2000: Golden Pharaoh / Miracat, Ahames
- 2000: Profile of a Saint, Luca (lead role)
- 1999-2000: My Love Lies Over the Mountains / Great Century, Burute, Chamuga
- 1999: Epiphany, Otaka / Takagorou (lead role)
- 1999: West Side Story, Bernardo
- 1998: Angels at Dawn -The Sorrow of Bullets- (Bow Hall), Joshua Branton (lead role)
- 1998: Christmas Story (Drama City), Angel Toto
- 1998: Emperor/Hemingway Revue, Sabina
- 1998: Lure of the Icon, Nikita / Pavlov
- 1997: Angels at Dawn, Joshua Branton
- 1997: The Spirit of the Samurai / Fascination II, Kanou Souzaburou
- 1997: Vanished With the Musahino Dew (Bow), Tokugawa Iemochi
- 1996-97: Elisabeth, Jura
- 1996: Who is Bad? / Passion Blue, Bartholome

Shinjinkouen:
- 1996-97: Elisabeth, Der Tod (lead role)
- 1996: Who is Bad? / Passion Blue, Bartholome, Jay (lead role)

Năm 2000, do sự sắp xếp lại của nhà hát trong giai đoạn này, điều chuyển một số thành viên từ các đoàn ở vị trí thứ 2, thứ 3 sau Top Star vào nhóm Senka, trong đó có Ayaki Nao (Senka là nhóm tập hợp những diễn viên không thuộc các đoàn kịch của Takarazuka, đa phần là những diễn viên lão thành, có kinh nghiệm). Cô tham gia vào các vở kịch của các đoàn kịch theo sự phân công và thường nhận được các vai quan trọng ở vị trí thứ 2 hoặc thứ 3. Trong giai đoạn này, khả năng diễn xuất, nhảy và hát của cô được trau dồi nhiều hơn. Các vở trong thời kì này:
- 2003: Takarazuka Floral Diary / Senor Don Juan, Sergio
- 2002: The Prague Spring / Lucky Star!, Yoshihiro Inamura
- 2002: Butterfly Lovers / Southern Cross Revue in China (China), messenger
- 2002: Revolt of a Gallant Poet / Southern Cross Revue II (Chunichi), Umewaka
- 2001: Rose of Versailles: Fersen and Marie Antoinette, Oscar, Andre
- 2001: Revolt of a Gallant Poet / Southern Cross Revue II (Tokyo), Umewaka
- 2001: Nostalgia Across the Sea / Millennium Challenger! (Chunichi), Akizuki Kuroudo
- 2000: Nostalgia Across the Sea / Millennium Challenger! (Tokyo), Akizuki Kuroudo

Năm 2003, sau khi tham gia "Takarazuka Floral Diary / Senor Don Juan" của Moon Troupe (Tsukigumi), cô đã gia nhập trở lại đoàn kịch này với vai trò nibante (vai thứ chính thứ 2) sau Top Star Shibuki Jun. Trong vở "The Seal of Roses", cô diễn vai ma cà rồng ác độc Mikhail và khi Shibuki Jun retired, Ayaki Nao đã trở thành Top Star. 
- 2005: Elisabeth, Der Tod (Death)
- 2004: Nettaiyawa
- 2004: The Glow of Sunset in Asuka / Takarazuka Splendor II!, Soga no Kuratsukuri
- 2004: Javan Dancer, Adinan (top star debut)
- 2003-04: The Seal of Roses, Mikhail

Năm 2004, trong Takarazuka Sport Festival được tổ chức mỗi 10 năm 1 lần, đoàn Moon Troupe dưới sự lãnh đạo của cô đã giành cúp vô địch, và bản thân cô đã đạt giải MVP (giải thưởng cá nhân quan trọng nhất dành cho người đóng góp nhiều nhất) nhờ vào sự nhiệt thành của mình.

### GIAI ĐOẠN SAU TAKARAZUKA
Sau đó cô đã retired (Takarazuka gọi là tốt nghiệp, tức giải nghệ khỏi Takarazuka), và tham gia tiếp tục trong các vở kịch thông thường và đóng một vài phim. Cô có nhiều vai chính và các vai quan trọng.
- 2011: Piaf_vai Marlene Dietrich
- 2011: Annie_vai Grace
- 2011: Gabrielle Chanel_vai Adrienne
- 2011: Ai to Seishun no Takarazuka -Koi Yori Mo Inochi Yori Mo _ Tachibana Ibuki (Tacchi)
- 2010: Kizuna
- 2010: 『DIAMOND☆DOGS』 - Blue & Red _khách mời
- 2010: ANGRY HOUSEWIVES  Lưu trữ ngày 6 tháng 7 năm 2011 tại Wayback Machine _Jetta (drummers)
- 2009: Musical Review レザネ・フォール ～愛と幻影の巴里
- 2009: câu chuyện về Sendai Shiro
- 2009: Gabrielle Chanel _ Adrienne
- 2009: THE GAME OF LOVE _Gabriel
- 2008-2009: "Ai to Seishun no Takarazuka -Koi Yori Mo Inochi Yori Mo-"  Lưu trữ ngày 23 tháng 2 năm 2011 tại Wayback Machine _Tachibana Ibuki (Tacchi)
- 2008: LOVE LETTERS_Mellisa (vai chính)
- 2008: ACHE
- 2008: Sempo  Lưu trữ ngày 23 tháng 6 năm 2010 tại Wayback Machine _vai Eva
- 2008: The Producers_Ulla (nữ chính)
- 2007: "0093 Joou Heika no Kusakari Masao" (Movie)
- 2007: Wait until the Dark _ Suzie (nữ chính)
- 2007: Onna Nezumi Kohako_ vai Aoi
- 2006: Hakujaden ~ White Lovers_ Nữ hoàng của Rắn trắng
- 2006: AKURO _ vai Akeshi (nữ chính)
- 2006: True Theory ~ Love And Bond ~
- 2006: LOVE LETTERS _Mellisa (nữ chính)
- 2005: The Dream Family ~ With The Rhythm Of Samba ~
- 2005: The Producer_vai Ulla (nữ chính)

Những quảng cáo đã tham gia: 
- Máy ảnh Casio: 2005
- Kem đánh răng Kao pyoura: 2006